# Poetae Comici Graeci
Poetae Comici Graeci (PCG) es el título de una colección de fragmentos de obras de la comedia griega, que se ha publicado desde 1983 por Rudolf Kassel y Colin Austin. La obra, concebida en nueve volúmenes, sustituyó, integrándola, la colección obsoleta Fragmenta Comicorum Graecorum de August Meineke(1839-1857), Comicorum Atticorum Fragmenta de Theodor Kock (1880-1888) y Comicorum Graecorum Fragmenta de Georg Kaibel (1899).
Hasta el presente se han publicado los primeros ocho volúmenes de Walter de Gruyter.  El volumen 6.2 (Menandro) fue nominado por el The Times Literary Supplement (el suplemento literario de The Times) como uno de los libros internacionales del año 1998.

## Volúmenes
- Volumen 1: Comoedia Dorica, mimi, phlyaces, 2001, ISBN 3-11-016949-5
- Volumen 2: Agathenor – Aristonymus, 1991, ISBN 3-11-012840-3
- Volumen 3,2: Aristophanes. Testimonia et fragmenta, 1984, ISBN 3-11-009893-8
- Volumen 4: Aristophon – Crobylus, 1983, ISBN 3-11-002405-5
- Volumen 5: Damoxenus – Magnes, 1986, ISBN 3-11-010922-0
- Volumen 6,2: Menander. Testimonia et fragmenta apud scriptores servata, 1998, ISBN 3-11-015825-6
- Volumen 7: Menecrates – Xenophon, 1989, ISBN 3-11-012035-6
- Volumen 8: Adespota, 1995, ISBN 3-11-014534-0